# Arothron nigropunctatus

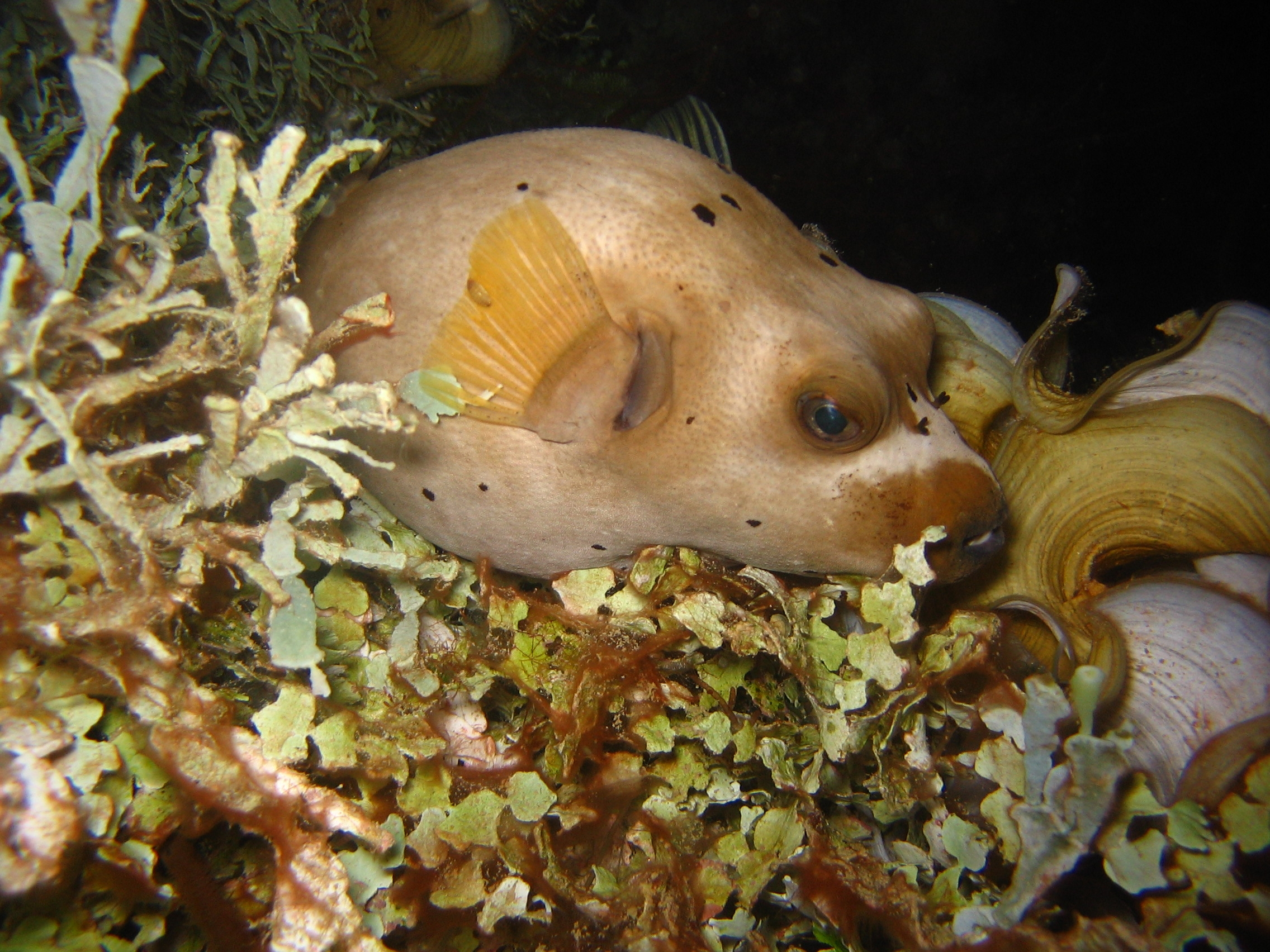
Exemplar fotografiat a la Micronèsia.

Arothron nigropunctatus és una espècie de peix de la família dels tetraodòntids i de l'ordre dels tetraodontiformes.

## Morfologia
- Els mascles poden assolir 33 cm de longitud total.[1][2]

## Alimentació
Menja coralls (normalment Acropora), crustacis, mol·luscs, esponges de mar, tunicats i algues.

## Hàbitat
És un peix marí, de clima tropical i associat als esculls de corall que viu entre 3-25 m de fondària.

## Distribució geogràfica
Es troba des de l'Àfrica oriental fins a la Micronèsia, Samoa, el sud del Japó i Nova Gal·les del Sud (Austràlia).

## Observacions
No es pot menjar, ja que és verinós per als humans.